# Chiesa di Maria Santissima del Monte Carmelo (Melissa)
La chiesa di Maria Santissima del Monte Carmelo è una chiesa situata a Torre Melissa, frazione del comune italiano di Melissa, in provincia di Crotone.

## Storia
L'abitato di Torre Melissa durante la prima metà del XIX secolo non disponeva di un vero e proprio luogo di culto, ma solo di un garage messo a disposizione del comune. Con l'aumento della popolazione venne così a crearsi la necessità di costruire una chiesa; i lavori iniziarono verso il 1850 e terminarono 46/47 anni più tardi.
L'11 agosto 1941, nel pieno della seconda guerra mondiale, Torre Melissa fu vittima di un bombardamento da parte della Royal Air Force; degli abitanti devoti portarono allora la statua della Madonna del Carmelo all'esterno della chiesa sulla scalinata antistante, per fare in modo che la sciagura terminasse.

## Descrizione
La chiesa è in stile barocco e a navata unica, con la trabeazione interna sorretta da lesene con capitelli di ordine ionico. Al centro vi è la statua della Madonna del Carmelo, che domina tutto l'interno.